# 坎帕爾佩山
47°37′57″N 15°44′37″E / 47.63250°N 15.74361°E

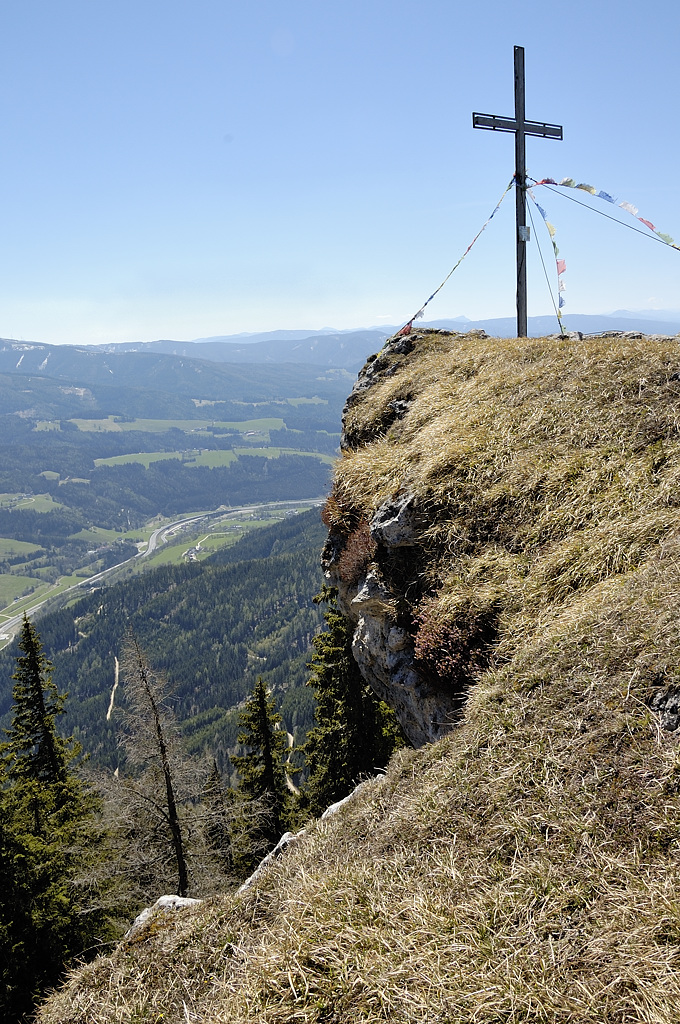

坎帕爾佩山（德語：Kampalpe），是奧地利的山峰，位於該國東部，處於下奧地利州和施泰爾馬克州接壤的邊界，屬於拉克斯-施內山脈的一部分，距離特拉滕科格爾山1.8公里，海拔高度1,535米。